# 알렉시 마낭티
알렉시 마낭티(프랑스어: Alexis Manenti, 1982년 2월 12일 ~ )는 프랑스의 배우이다.

## 출연 작품
- 아테나 (2022년) - 세바스찬 역